# Celama semograpta
Celama semograpta är en fjärilsart som beskrevs av Edward Meyrick 1886. Celama semograpta ingår i släktet Celama och familjen trågspinnare. Inga underarter finns listade i Catalogue of Life.